# FK Sloboda Mrkonjić Grad
FK Sloboda je bosanskohercegovački nogometni klub iz Mrkonjić Grada, koji trenutačno nastupa u Prvoj ligi Republike Srpske i igra na stadionu Luke koji ima kapacitet od 2.000 sjedećih mjesta. Klub je postao prvoligaš prvi put u svojoj povijesti 2010. godine, a do tada je FK Sloboda bio prvak Druge lige (2009./10.) i dva puta prvak Treće lige Republike Srpske (1997./98., 2006./07.).
Proglašen je najboljim športskim kolektivom mrkonjićke općine u 2009. Godine 2010. je osnovan Klub prijatelja, koji financijski i organizacijski pomaže rad Slobode.